# Дабхол
Дабхол (маратхи दाभोळ) — город в округе Ратнагири штата Махараштра, Индия.
Расположен на берегу Индийского океана.

## История
Около 1473 года город посетил Афанасий Никитин, упомянувший его в своих путевых записках «Хожение за три моря».

## Достопримечательности
Индийские храмы, мечети.